# Handbal la Jocurile Olimpice de vară din 2016
Competiția de handbal de la Jocurile Olimpice de vară din 2016 s-a  desfășurat la Olympic Training Center  din Rio de Janeiro, în perioada 6 - 21 august 2016. 

## Probe sportive
Participanții au concurat pentru cele trei medalii olimpice: aur, argint și bronz, din cele două probe sportive de handbal:
- handbal feminin
- handbal masculin

## Criterii de calificare
Fiecare Comitet Olimpic Național a avut dreptul de a include o echipă în proba masculină și o echipă în proba feminină. 

### Feminin
| Modalitate de calificare           | Data                 | Gazda     | Locuri | Calificate    |
| ---------------------------------- | -------------------- | --------- | ------ | ------------- |
| Țara gazdă                         | 2 octombrie 2009     | Copenhaga | 1      | Brazilia      |
| Campionatul European 2014          | 7–21 decembrie 2014  | Diverse   | 1      | Spania        |
| Turneul de Calificare African 2015 | 19–21 martie 2015    | Luanda    | 1      | Angola        |
| Jocurile Pan Americane 2015        | 15–24 iulie 2015     | Toronto   | 1      | Argentina     |
| Turneul de Calificare Asiatic 2015 | 20–25 octombrie 2015 | Nagoya    | 1      | Coreea de Sud |
| Campionatul Mondial 2015           | 5–20 decembrie 2015  | Danemarca | 1      | Norvegia      |
| Turneul Olimpic de calificare 2016 | 17–20 martie 2016    | Metz      | 2      | Țările de Jos |
| Turneul Olimpic de calificare 2016 | 17–20 martie 2016    | Metz      | 2      | Franța        |
| Turneul Olimpic de calificare 2016 | 17–20 martie 2016    | Aarhus    | 2      | România       |
| Turneul Olimpic de calificare 2016 | 17–20 martie 2016    | Aarhus    | 2      | Muntenegru    |
| Turneul Olimpic de calificare 2016 | 17–20 martie 2016    | Astrahan  | 2      | Suedia        |
| Turneul Olimpic de calificare 2016 | 17–20 martie 2016    | Astrahan  | 2      | Rusia         |
| Total                              | Total                | Total     | 12     |               |

### Masculin
| Modalitate de calificare           | Data                 | Gazda     | Locuri | Calificate |
| ---------------------------------- | -------------------- | --------- | ------ | ---------- |
| Țara gazdă                         | 2 octombrie 2009     | Copenhaga | 1      | Brazilia   |
| Campionatul Mondial 2015           | 15 ian–1 feb 2015    | Qatar     | 1      | Franța     |
| Jocurile Pan Americane 2015        | 16–25 iulie 2015     | Toronto   | 1      | Argentina  |
| Turneul de Calificare Asiatic 2015 | 14–27 noiembrie 2015 | Doha      | 1      | Qatar      |
| Campionatul European 2016          | 15–31 ianuarie 2016  | Polonia   | 1      | Germania   |
| Campionatul African 2016           | 21–30 ianuarie 2016  | Egipt     | 1      | Egipt      |
| Turneul Olimpic de calificare 2016 | 8-10 aprilie 2016    | Gdańsk    | 2      | Polonia    |
| Turneul Olimpic de calificare 2016 | 8-10 aprilie 2016    | Gdańsk    | 2      | Tunisia    |
| Turneul Olimpic de calificare 2016 | 8-10 aprilie 2016    | Malmö     | 2      | Slovenia   |
| Turneul Olimpic de calificare 2016 | 8-10 aprilie 2016    | Malmö     | 2      | Suedia     |
| Turneul Olimpic de calificare 2016 | 8-10 aprilie 2016    | Herning   | 2      | Danemarca  |
| Turneul Olimpic de calificare 2016 | 8-10 aprilie 2016    | Herning   | 2      | Croația    |
| Total                              | Total                | Total     | 12     |            |

## Sala
Toate meciurile s-au jucat în Future Arena din suburbia Barra da Tijuca a orașului Rio de Janeiro. Future Arena a fost o sală temporară; după jocuri, ea a fost demontată, iar componentele au fost folosite pentru construcția a patru școli.
| Barra da Tijuca               |
| Future Arena 12.000 de locuri |
|                               |
| Inaugurat: 2016               |

## Tragerea la sorți
Tragerea la sorți a avut loc pe 29 aprilie 2016, la Future Arena din Parcul Olimpic din Barra, Brazilia.

## Arbitrii
Pentru conducerea partidelor au fost selectate 15 perechi de arbitri:
| Arbitri          | Arbitri                                            |
| ---------------- | -------------------------------------------------- |
| Brazilia         | Rogério Aparecido Pinto Jesus Nilson Aires Menezes |
| Coasta de Fildeș | Diabaté Mamoudou Yalatima Coulibaly Nanga          |
| Cehia            | Václav Horáček Jiří Novotný                        |
| Danemarca        | Martin Gjeding Mads Hansen                         |
| Egipt            | Mohamed Rashed Tamer El Sayed                      |
| Spania           | Óscar Raluy López Ángel Luís Sabroso Ramírez       |
| Franța           | Charlotte Bonaventura Julie Bonaventura            |
| Germania         | Lars Geipel Marcus Helbig                          |

| Arbitri       | Arbitri                              |
| ------------- | ------------------------------------ |
| Iran          | Majid Kolahdouzan Alireza Mousaviyan |
| Islanda       | Jónas Elíasson Anton Gylfi Pálsson   |
| Coreea de Sud | Bon-Ok Koo Seok Lee                  |
| Macedonia     | Gjorgi Načevski Slave Nikolov        |
| Norvegia      | Kjersti Arntsen Guro Røen            |
| Rusia         | Viktoria Alpaidze Tatiana Berezkina  |
| Slovenia      | Bojan Lah David Sok                  |

## Turneul masculin
Competiția a fost alcătuită din două faze: o fază a grupelor, urmată de faza eliminatorie.

### Faza grupelor
Echipele au fost împărțite în două grupe de câte șase națiuni și au jucat fiecare împotriva celorlalte adversare din grupă. S-au acordat două puncte pentru victorie și un punct pentru egal. Echipele clasate pe primele patru locuri în fiecare grupă au avansat în sferturile de finală.

#### Grupa A
| Loc | Echipa    | MJ | V | E | Î | GM  | GP  | DG  | Pct | Calificare             |
| --- | --------- | -- | - | - | - | --- | --- | --- | --- | ---------------------- |
| 1   | Croația   | 5  | 4 | 0 | 1 | 147 | 134 | +13 | 8   | Calificate în sferturi |
| 2   | Franța    | 5  | 4 | 0 | 1 | 152 | 126 | +26 | 8   | Calificate în sferturi |
| 3   | Danemarca | 5  | 3 | 0 | 2 | 136 | 127 | +9  | 6   | Calificate în sferturi |
| 4   | Qatar     | 5  | 2 | 1 | 2 | 122 | 127 | −5  | 5   | Calificate în sferturi |
| 5   | Argentina | 5  | 1 | 0 | 4 | 110 | 126 | −16 | 2   |                        |
| 6   | Tunisia   | 5  | 0 | 1 | 4 | 118 | 145 | −27 | 1   |                        |

#### Grupa B
| Loc | Echipa       | MJ | V | E | Î | GM  | GP  | DG  | Pct | Calificare             |
| --- | ------------ | -- | - | - | - | --- | --- | --- | --- | ---------------------- |
| 1   | Germania     | 5  | 4 | 0 | 1 | 153 | 141 | +12 | 8   | Calificate în sferturi |
| 2   | Slovenia     | 5  | 4 | 0 | 1 | 137 | 126 | +11 | 8   | Calificate în sferturi |
| 3   | Brazilia (H) | 5  | 2 | 1 | 2 | 141 | 150 | −9  | 5   | Calificate în sferturi |
| 4   | Polonia      | 5  | 2 | 0 | 3 | 139 | 140 | −1  | 4   | Calificate în sferturi |
| 5   | Egipt        | 5  | 1 | 1 | 3 | 129 | 143 | −14 | 3   |                        |
| 6   | Suedia       | 5  | 1 | 0 | 4 | 132 | 131 | +1  | 2   |                        |

### Fazele eliminatorii
|  | Sferturi de finală | Sferturi de finală |           |    | Semifinale       | Semifinale       |  |  | Medalie de aur | Medalie de aur |
|  |                    |                    |           |    |                  |                  |  |  |                |                |
|  |                    |                    |           |    |                  |                  |  |  |                |                |
|  |                    |                    |           |    |                  |                  |  |  |                |                |
|  | Croația            | 27                 |           |    |                  |                  |  |  |                |                |
|  | Croația            | 27                 |           |    |                  |                  |  |  |                |                |
|  | Polonia            | 30                 |           |    |                  |                  |  |  |                |                |
|  | Polonia            | 30                 | Polonia   | 28 |                  |                  |  |  |                |                |
|  |                    |                    | Polonia   | 28 |                  |                  |  |  |                |                |
|  |                    | Danemarca          | 29        |    |                  |                  |  |  |                |                |
|  | Danemarca          | Danemarca          | 29        | 37 |                  |                  |  |  |                |                |
|  | Danemarca          |                    |           | 37 |                  |                  |  |  |                |                |
|  | Slovenia           | 30                 |           |    |                  |                  |  |  |                |                |
|  | Slovenia           | 30                 | Danemarca | 28 |                  |                  |  |  |                |                |
|  |                    |                    | Danemarca | 28 |                  |                  |  |  |                |                |
|  |                    | Franța             | 26        |    |                  |                  |  |  |                |                |
|  | Brazilia           | Franța             | 26        | 27 |                  |                  |  |  |                |                |
|  | Brazilia           |                    |           | 27 |                  |                  |  |  |                |                |
|  | Franța             | 34                 |           |    |                  |                  |  |  |                |                |
|  | Franța             | 34                 | Franța    | 29 |                  |                  |  |  |                |                |
|  |                    |                    | Franța    | 29 |                  |                  |  |  |                |                |
|  |                    | Germania           | 28        |    | Medalie de bronz | Medalie de bronz |  |  |                |                |
|  | Germania           | Germania           | 28        | 34 | Medalie de bronz | Medalie de bronz |  |  |                |                |
|  | Germania           |                    |           | 34 |                  |                  |  |  |                |                |
|  | Qatar              | 22                 |           |    |                  |                  |  |  |                |                |
|  | Qatar              | 22                 | Polonia   | 25 |                  |                  |  |  |                |                |
|  |                    |                    |           |    |                  |                  |  |  |                |                |
|  | Germania           | 31                 |           |    |                  |                  |  |  |                |                |
|  | Germania           | 31                 |           |    |                  |                  |  |  |                |                |

## Turneul feminin
Competiția a fost alcătuită din două faze: o fază a grupelor, urmată de faza eliminatorie.

### Faza grupelor
Echipele au fost împărțite în două grupe de câte șase națiuni și au jucat fiecare împotriva celorlalte adversare din grupă. S-au acordat două puncte pentru victorie și un punct pentru egal. Echipele clasate pe primele patru locuri în fiecare grupă au avansat în sferturile de finală.

#### Grupa A
| Loc | Echipa       | MJ | V | E | Î | GM  | GP  | DG  | Pct | Calificare           |
| --- | ------------ | -- | - | - | - | --- | --- | --- | --- | -------------------- |
| 1   | Brazilia (H) | 5  | 4 | 0 | 1 | 138 | 107 | +31 | 8   | Sferturile de finală |
| 2   | Norvegia     | 5  | 4 | 0 | 1 | 141 | 121 | +20 | 8   | Sferturile de finală |
| 3   | Spania       | 5  | 3 | 0 | 2 | 125 | 116 | +9  | 6   | Sferturile de finală |
| 4   | Angola       | 5  | 2 | 0 | 3 | 116 | 128 | −12 | 4   | Sferturile de finală |
| 5   | România      | 5  | 2 | 0 | 3 | 108 | 119 | −11 | 4   |                      |
| 6   | Muntenegru   | 5  | 0 | 0 | 5 | 107 | 134 | −27 | 0   |                      |

#### Grupa B
| Loc | Echipa        | MJ | V | E | Î | GM  | GP  | DG  | Pct | Calificare           |
| --- | ------------- | -- | - | - | - | --- | --- | --- | --- | -------------------- |
| 1   | Rusia         | 5  | 5 | 0 | 0 | 165 | 147 | +18 | 10  | Sferturile de finală |
| 2   | Franța        | 5  | 4 | 0 | 1 | 118 | 93  | +25 | 8   | Sferturile de finală |
| 3   | Suedia        | 5  | 2 | 1 | 2 | 150 | 141 | +9  | 5   | Sferturile de finală |
| 4   | Țările de Jos | 5  | 1 | 2 | 2 | 135 | 135 | 0   | 4   | Sferturile de finală |
| 5   | Coreea de Sud | 5  | 1 | 1 | 3 | 128 | 136 | −8  | 3   |                      |
| 6   | Argentina     | 5  | 0 | 0 | 5 | 101 | 145 | −44 | 0   |                      |

### Fazele eliminatorii
|  | Sferturile de finală | Sferturile de finală |               |    | Semifinalele | Semifinalele |  |  | Finala | Finala |
|  |                      |                      |               |    |              |              |  |  |        |        |
|  |                      |                      |               |    |              |              |  |  |        |        |
|  |                      |                      |               |    |              |              |  |  |        |        |
|  | Brazilia             | 23                   |               |    |              |              |  |  |        |        |
|  | Brazilia             | 23                   |               |    |              |              |  |  |        |        |
|  | Țările de Jos        | 32                   |               |    |              |              |  |  |        |        |
|  | Țările de Jos        | 32                   | Țările de Jos | 23 |              |              |  |  |        |        |
|  |                      |                      | Țările de Jos | 23 |              |              |  |  |        |        |
|  |                      | Franța               | 24            |    |              |              |  |  |        |        |
|  | Spania               | Franța               | 24            | 26 |              |              |  |  |        |        |
|  | Spania               |                      |               | 26 |              |              |  |  |        |        |
|  | Franța (Prelungiri)  | 27                   |               |    |              |              |  |  |        |        |
|  | Franța (Prelungiri)  | 27                   | Franța        | 19 |              |              |  |  |        |        |
|  |                      |                      | Franța        | 19 |              |              |  |  |        |        |
|  |                      | Rusia                | 22            |    |              |              |  |  |        |        |
|  | Suedia               | Rusia                | 22            | 20 |              |              |  |  |        |        |
|  | Suedia               |                      |               | 20 |              |              |  |  |        |        |
|  | Norvegia             | 33                   |               |    |              |              |  |  |        |        |
|  | Norvegia             | 33                   | Norvegia      | 37 |              |              |  |  |        |        |
|  |                      |                      | Norvegia      | 37 |              |              |  |  |        |        |
|  |                      | Rusia (Prelungiri)   | 38            |    | Finala mică  | Finala mică  |  |  |        |        |
|  | Rusia                | Rusia (Prelungiri)   | 38            | 31 | Finala mică  | Finala mică  |  |  |        |        |
|  | Rusia                |                      |               | 31 |              |              |  |  |        |        |
|  | Angola               | 27                   |               |    |              |              |  |  |        |        |
|  | Angola               | 27                   | Țările de Jos | 26 |              |              |  |  |        |        |
|  |                      |                      |               |    |              |              |  |  |        |        |
|  | Norvegia             | 36                   |               |    |              |              |  |  |        |        |
|  | Norvegia             | 36                   |               |    |              |              |  |  |        |        |

## Clasament pe medalii
| Loc   | Țară      | Aur | Argint | Bronz | Total |
| ----- | --------- | --- | ------ | ----- | ----- |
| 1     | Danemarca | 1   | 0      | 0     | 1     |
| 1     | Rusia     | 1   | 0      | 0     | 1     |
| 2     | Franța    | 0   | 2      | 0     | 2     |
| 3     | Germania  | 0   | 0      | 1     | 1     |
| 3     | Norvegia  | 0   | 0      | 1     | 1     |
| Total | Total     | 2   | 2      | 2     | 6     |